# Arabella McKenzie
Pour les articles homonymes, voir McKenzie.
Pas d'image ? Cliquez ici

a Compétitions nationales et continentales officielles uniquement.

b Matchs officiels uniquement.
Dernière mise à jour le 5 août 2025.
Arabella McKenzie, née le 1er mars 1999 à Lightning Ridge (Australie), est une joueuse internationale australienne de rugby à XV évoluant au poste de demi d'ouverture. Elle joue aux Waratahs.

## Biographie
Arabella McKenzie naît le 1er mars 1999 à Lightning Ridge en Australie. Elle obtient sa première sélection avec l'Australie en 2019 contre le Japon.
En 2022, elle part joue en Nouvelle-Zélande pour la franchise de Matatū où elle dispute trois matchs de Super Rugby Aupiki. La même année, elle part jouer en Angleterre pour les Harlequins[réf. nécessaire]. Elle est retenue en septembre 2022 pour disputer la Coupe du monde en Nouvelle-Zélande.
En 2023, elle est sélectionnée pour la Pacific Four Series, puis la première édition du WXV.
Début 2024, elle quitte les Harlequins en cours de saison, et retourne à Sydney jouer pour les Waratahs en Super Rugby Women's. Elle explique son départ par un simple « mal du pays », un euphémisme pour décrire un début d'état dépressif contre lequel elle lutte depuis longtemps et que sa solitude londonienne aggrave, au point de ne plus trouver de plaisir dans le rugby. Avec les Waratahs, elle retrouve son réseau d'amis ainsi que le plaisir de jouer, et sa saison se conclue par un titre. Elle joue ensuite les trois rencontres de la Pacific Four Series, puis est à nouveau sélectionnée pour les tests de juillet. Elle participe ensuite au WXV 2, qui est remporté par les Wallaroos.
En 2025, elle remporte un nouveau titre en Super Rugby avec les Waratahs. Toutefois, elle n'est pas retenue dans le groupe des Wallaroos qui disputent la Pacific Four Series, Joanne Yapp lui préférant Tia Hinds et Faitala Moleka,. Sans surprise, elle n'est pas non plus sélectionnée pour la Coupe du monde.

## Palmarès

### En franchise
- Vainqueur du Super Rugby Women's en 2024 et 2025.

### En équipe nationale
- Vainqueur du WXV 2 en 2024.